# HSBC México
HSBC México S.A. es la empresa principal de HSBC Holdings plc en México. Es uno de los cinco bancos más grandes del país, con 964 sucursales y más de 5500 cajeros automáticos. HSBC compró en noviembre de 2002 el Banco Internacional SA conocido como Bital. Unos años antes Bital participó en el polémico Fobaproa, que rescató a los bancos de la nación de la crisis de 1994.
La sede de HSBC México se encuentra en la Torre HSBC, en el Paseo de la Reforma cerca del Ángel de la Independencia en la Colonia Cuauhtémoc, Cuauhtémoc, en la Ciudad de México, cerca de 2.800 trabajadores laboran en la torre de 40.000 m².

## Renombre
El 28 de enero de 2004, la red de sucursales de Bital (Banco Internacional) fue renombrada como HSBC de noche a la mañana. HSBC saturo periódicos, televisión y la radio, compró espacios publicitarios en cada carro de equipaje en el Aeropuerto Internacional de la Ciudad de México, en los laterales de los taxis, los autobuses, en las bolsas de plástico en la que los periódicos se entregan, en puestos de flores, al lado de edificios altos. Ese mismo día los clientes de Bital recibieron nuevas tarjetas de crédito con el logotipo de HSBC y la notificación de los cambios a los números de sus cuentas.

## Operación
Bajo la marca HSBC el banco mantiene una red de 964 sucursales a nivel nacional, con el horario de servicio más largo en ventanilla (9:00 AM-5:00 PM). Una innovación introducida en el mercado mexicano fue la primera hipoteca a tasa fija, que era un producto poco común en México, pero fue elegido para atraer a clientes de bajos ingresos afectados con los embargos que siguió a la crisis de 1994-95.
HSBC México ofrece un portal en línea, hsbc.com.mx/hipotecario/adquiere-un-inmueble, donde pone a la venta propiedades recuperadas mediante cesiones de derechos litigiosos y/o adjudicatarios. Estas propiedades, disponibles en diversas ciudades de la República Mexicana, se encuentran en proceso legal, por lo que su adquisición requiere de una comprensión sólida del proceso jurídico involucrado. Es importante destacar que estas operaciones no aceptan financiamiento hipotecario, ya que se trata de la cesión de derechos sobre inmuebles en litigio o adjudicados, y la transacción debe realizarse de contado. Los interesados deben asumir los costos legales y estar preparados para posibles procesos judiciales adicionales.

## Red de cajeros automáticos
HSBC fue el primer banco mexicano en ofrecer préstamos personales preaprobados a través de cajeros automáticos, y también tiene un programa llamado "Niños con Futuro", que permite a los clientes hacer donaciones de caridad a través de cajeros automáticos; una idea que ha sido acogida por el Banco HSBC del Reino Unido. HSBC México también despliega avanzadas técnicas de modelado informático para predecir patrones de uso en cajeros automáticos y asegurarse de que están en mejores condiciones para el uso y por tanto generar ganancia.

## Pensiones
El 14 de agosto de 2003 HSBC acordó la compra de AFORE Allianz Dresdner, SA de CV, del Grupo Allianz, por $ 200 millones, y pasó a llamarse HSBC Afore, SA de CV

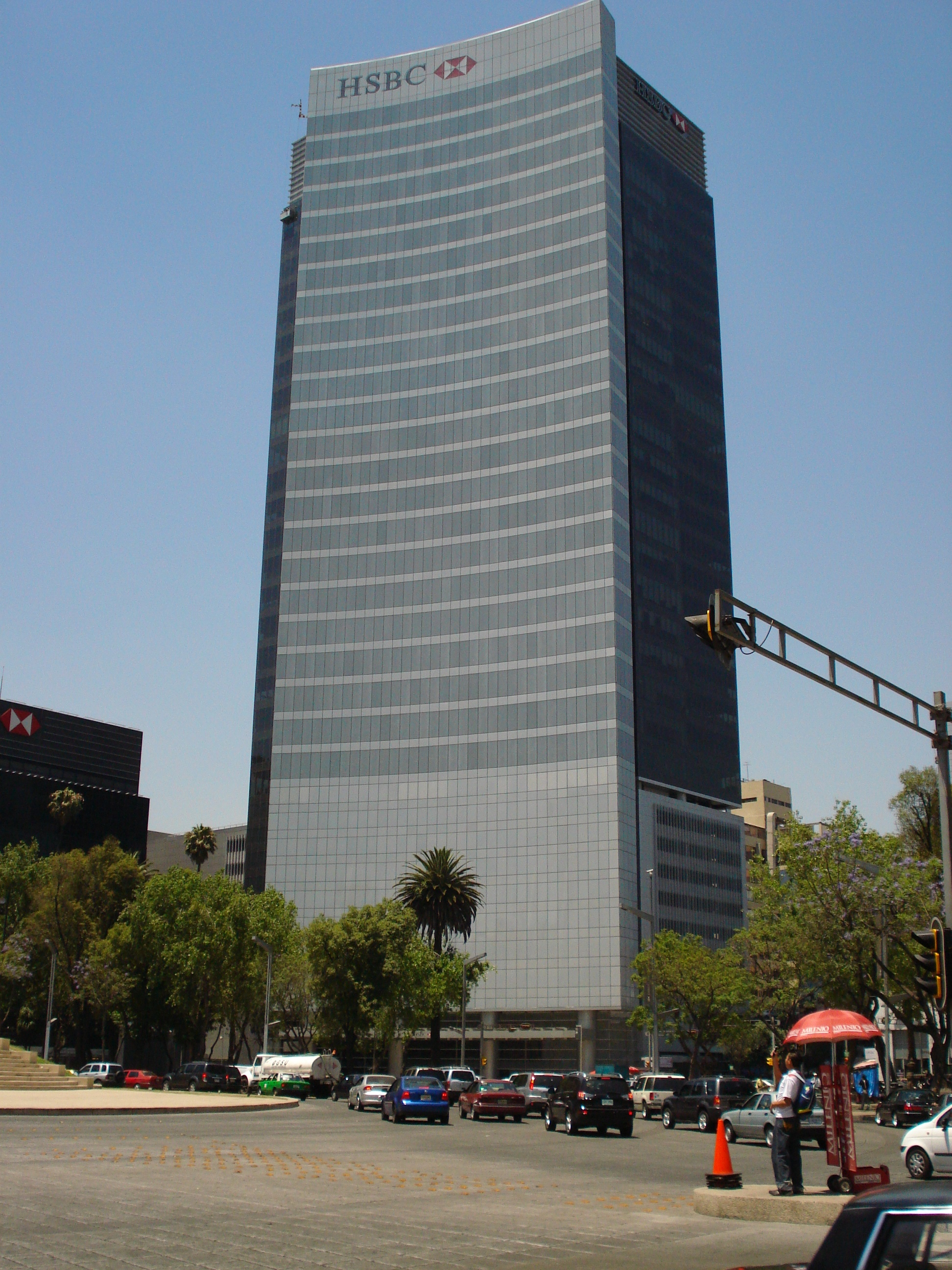
Torre HSBC, la sede de la empresa

## Otras operaciones en México
- HSBC México, S.A. Institución de Banca Múltiple (Banco)
- HSBC Seguros, S.A. de C.V.
- HSBC Afore, S.A. de C.V. (Fondo de pensiones)
- HSBC Casa de Bolsa, S.A. de C.V.
- HSBC Operadora de Fondos, S.A. de C.V.
- HSBC también tiene un 19,99 por ciento de participación en Financiera Independencia, SA de CV y su afiliada Serfincor, S.A. de C.V. que fue adquirida en el primer semestre de 2006.

## Cierres de sucursales y Lavado de dinero
En una audiencia ante el Subcomité Permanente de Investigaciones del Senado de Estados Unidos, que investiga el posible lavado de dinero en HSBC, David Bagley, jefe de la oficina de quejas de la institución, consideró que era “el momento adecuado” para que otra persona ocupe su puesto. En 2012 renunció también el antiguo presidente de HSBC México, Sandy Flockhart y el hasta entonces Presidente de HSBC Michael Geoghegan unos meses solamente antes de un acuerdo entre HSBC y las autoridades estadounidenses. HSBC pagó una multa de 1920 millones de dólares.
En tanto, directivos del banco con casa matriz en Londres, anunciaron los miembros del subcomité senatorial la decisión de cerrar todas las cuentas de clientes mexicanos que la institución ha venido manteniendo en las Islas Caimán.
La determinación derivó de las fallas estructurales detectadas en las operaciones de HBMX, la división mexicana de HSBC, y que se sospecha permitieron el lavado de millones de dólares en dinero proveniente del narcotráfico y el crimen organizado
Como miembro principal del Grupo, HSBC México es responsable de otras operaciones en la zona, principalmente de HSBC Bank (Panamá) SA, HSBC Colombia SA anteriormente Grupo Banistmo, HSBC Costa Rica mediante la adquisición del banco local Banex, HSBC El Salvador por la adquisición del banco local Banco Salvadoreño y HSBC Honduras a través de lo que fue BGA.

## Directores en México
Jorge Arce; Nuno A Matos; Juan Parma; Juan Marotta; Herbert Perez;